# هاگرمارش
هاگرمارش (به آلمانی: Hagermarsch) یک شهر در آلمان است که در آوریش واقع شده‌است. هاگرمارش ۴۵۸ نفر جمعیت دارد.